# Dialecto Iyo
El dialecto Iyo (伊予弁 Iyo-ben) es hablado en la Prefectura de Ehime aunque debe su nombre a que la prefectura anteriormente era llamada Iyo.
Los dialectos de esta zona geográfica en las zonas meridionales están muy influidos por el dialecto Kyushu mientras que la parte central y oriental recibe influencias del dialecto Kansai. [cita requerida]

Ubicación de la ciudad de Iyo en la prefectura Ehime

## Diferencias con el japonés estándar
| Japonés estándar | Dialecto Iyo                      | Español                                |
| ---------------- | --------------------------------- | -------------------------------------- |
| ～なのですよ     | ～なんよ                          | Porque / es que... (dando explicación) |
| ～ぞなもし       | ～ですよ                          | Cópula desu + énfasis                  |
| かえります       | かえってこーわい / いんでこーわい | Devolverse/ Ir a casa                  |
| しないでください | せられん                          | No lo hagas pofavor                    |
| いらっしゃる     | おいでます / おいでる             | Ser o estar (Teineigo)                 |